# Puss n Boots
Puss n Boots – amerykański zespół wykonujący muzykę z pogranicza rocka i country. Formacja powstała w 2008 roku w Nowym Jorku w składzie Norah Jones, Sasha Dobson oraz Catherine Popper. Debiutancki album formacji zatytułowany No Fools, No Fun ukazał się 15 lipca 2014 roku nakładem wytwórni muzycznej Blue Note Records.

## Dyskografia
| No Fools, No Fun            | - Data: 15 lipca 2014 - Wydawca: Blue Note Records | 83 | 7 | 68 |
| "—" album nie był notowany. |                                                    |    |   |    |